# Mediciones eléctricas

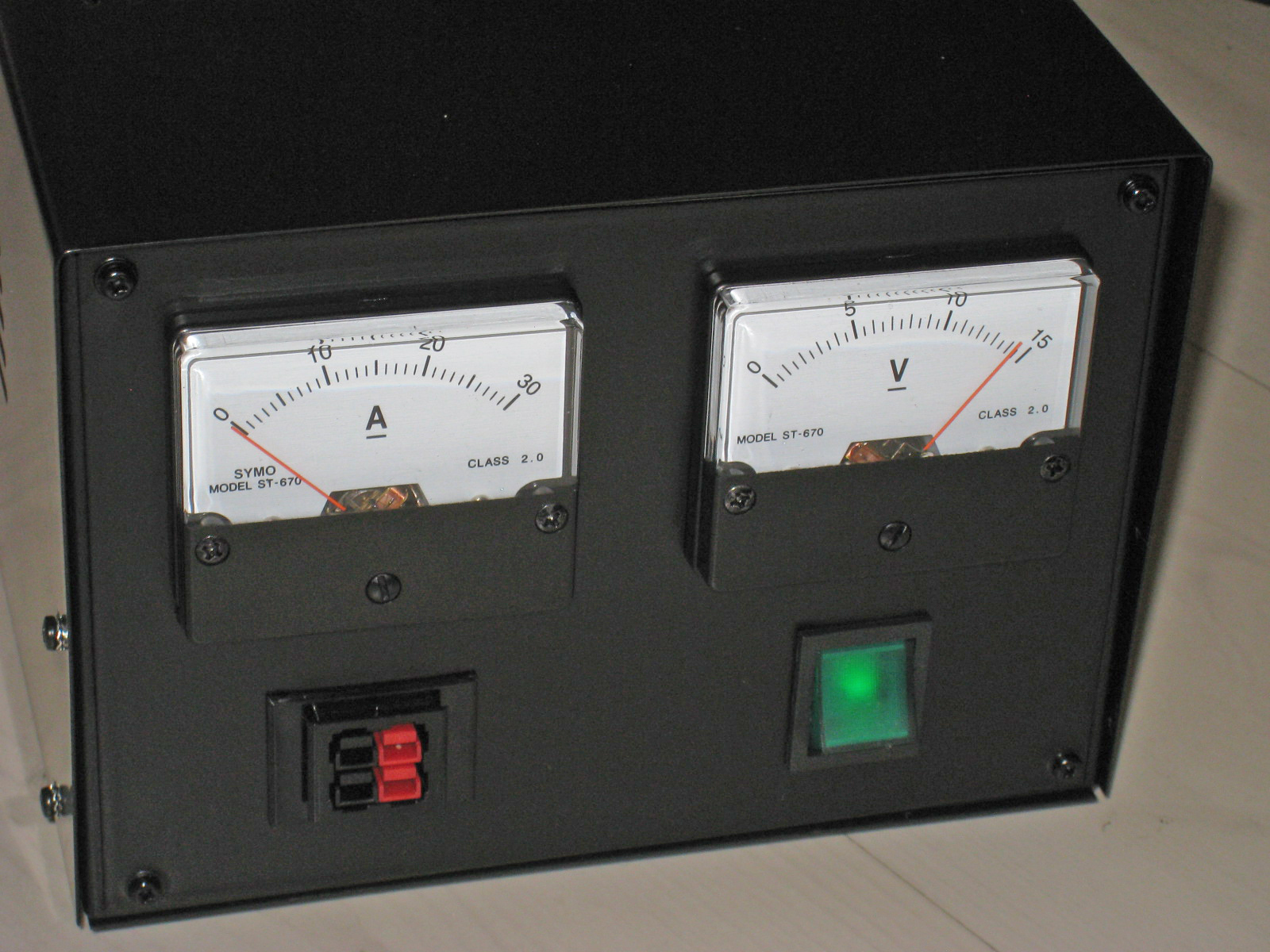
Amperímetro y Voltímetro en una fuente de energía eléctrica

Las mediciones eléctricas son los métodos, dispositivos y cálculos usados para medir cantidades eléctricas. La medición de cantidades eléctricas puede hacerse al medir parámetros eléctricos de un sistema. Usando transductores, propiedades físicas como la temperatura, presión, flujo, fuerza, y muchas otras pueden convertirse en señales eléctricas, que pueden ser convenientemente registradas y medidas.
En laboratorios de alta precisión, se realizan mediciones de cantidades eléctricas para determinar propiedades físicas fundamentales como la carga de un electrón o la velocidad de la luz, así como la definición de las unidades para las mediciones eléctricas, con precisión de algunas partes por millón. Diariamente se requieren mediciones eléctricas menos precisas en el sector industrial. Las mediciones eléctricas son una rama de la metrología.

## Unidades de medidas eléctricas
Las cantidades eléctricas más comunes son:

### Culombio(C, unidad decarga eléctrica)

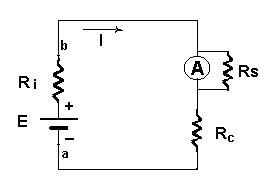
Conexión de un amperímetro en un circuito.

La introducción de las magnitudes eléctricas requiere añadir una nueva unidad fundamental a la física: la de carga eléctrica. Esta unidad, que no puede derivarse de las unidades de la mecánica, fue originalmente denominada Coulomb (término castellanizado a culombio, cuyo símbolo es C) en honor a Charles-Augustin de Coulomb, primero que midió directamente la fuerza entre cargas eléctricas. Debido a la gran dificultad de medir directamente las cargas eléctricas con precisión, se ha tomado como unidad básica la unidad de corriente eléctrica, que en el Sistema Internacional de Unidades es el amperio. La unidad de carga resulta entonces una unidad derivada, que se define como la cantidad de carga eléctrica que fluye durante 1 segundo a través de la sección de un conductor que transporta una intensidad constante de corriente eléctrica de 1 amperio:
{\displaystyle C=A\cdot s}

### Voltio(V, unidad depotencial eléctricoyfuerza electromotriz)
El voltio se define como la diferencia de potencial a lo largo de un conductor cuando una corriente con una intensidad de un amperio utiliza un vatio de potencia:
{\displaystyle V={\frac {J}{C}}={\dfrac {{\mbox{m}}^{2}\cdot {\mbox{kg}}}{{\mbox{s}}^{3}\cdot {\mbox{A}}}}}

### Ohmio(Ω, unidad deresistencia eléctrica)
Un ohmio  es la unidad derivada de resistencia eléctrica en el Sistema Internacional de Unidades

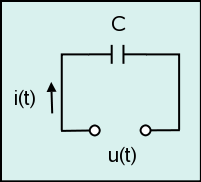
Condensador ideal cuya capacidad se expresa en faradios.

{\displaystyle \Omega ={\dfrac {\mbox{V}}{\mbox{A}}}={\dfrac {{\mbox{m}}^{2}\cdot {\mbox{kg}}}{{\mbox{s}}^{3}\cdot {\mbox{A}}^{2}}}}

### Siemens(S, unidad deconductancia eléctrica)
Un siemens es la conductancia eléctrica que existe entre dos puntos de un conductor que tiene un ohmio de resistencia:
{\displaystyle S={\frac {1}{\Omega }}}

### Faradio(F, unidad decapacidad eléctrica)
Un faradio es la capacidad de un condensador entre cuyas armaduras aparece una diferencia de potencial eléctrico de 1 voltio cuando está cargado de una cantidad de electricidad igual a un culombio:
{\displaystyle {\mbox{F}}=\,\mathrm {\frac {A\cdot s}{V}} ={\dfrac {\mbox{C}}{\mbox{V}}}={\dfrac {{\mbox{C}}^{2}}{\mbox{J}}}={\dfrac {{\mbox{C}}^{2}}{{\mbox{N}}\cdot {\mbox{m}}}}={\dfrac {{\mbox{s}}^{2}\cdot {\mbox{C}}^{2}}{{\mbox{m}}^{2}\cdot {\mbox{kg}}}}={\dfrac {{\mbox{s}}^{4}\cdot {\mbox{A}}^{2}}{{\mbox{m}}^{2}\cdot {\mbox{kg}}}}}

### Tesla(T, unidad dedensidad de flujo magnéticoeinductividad magnética)
Un tesla es una inducción magnética uniforme que, repartida normalmente sobre una superficie de un metro cuadrado, produce a través de esta superficie un flujo magnético total de un weber:
{\displaystyle T={\frac {Wb}{m^{2}}}={\frac {V\cdot s}{m^{2}}}={\frac {kg}{s^{2}\cdot A}}}

### Weber(Wb, unidad deflujo magnético)
Un weber es el flujo magnético que, al atravesar un circuito de una sola espira, produce en la misma una fuerza electromotriz de 1 voltio si se anula dicho flujo en 1 segundo por decrecimiento uniforme:
{\displaystyle Wb=V\cdot s=T\cdot m^{2}={\frac {m^{2}\cdot kg}{s^{2}\cdot A}}}

### Henrio(H, unidad deinductancia)
Un henrio es la inductancia de un circuito en el que una corriente que varía a razón de un amperio por segundo da como resultado una fuerza electromotriz autoinducida de un voltio:
{\displaystyle H={\frac {V\cdot s}{A}}={\frac {m^{2}\cdot kg}{s^{2}\cdot A^{2}}}}

## Instrumentos de medida
Se denominan instrumentos de mediciones eléctricas a todos los dispositivos que se utilizan para medir las magnitudes eléctricas y asegurar así el buen funcionamiento de las instalaciones y máquinas eléctricas. La mayoría son aparatos portátiles de mano y se utilizan para el montaje; hay otros instrumentos que son conversores de medida y otros métodos de ayuda a la medición, el análisis y la revisión. La obtención de datos cobra cada vez más importancia en el ámbito industrial, profesional y privado. Se demandan, sobre todo, instrumentos de medida prácticos, que operen de un modo rápido y preciso y que ofrezcan resultados durante la medición.

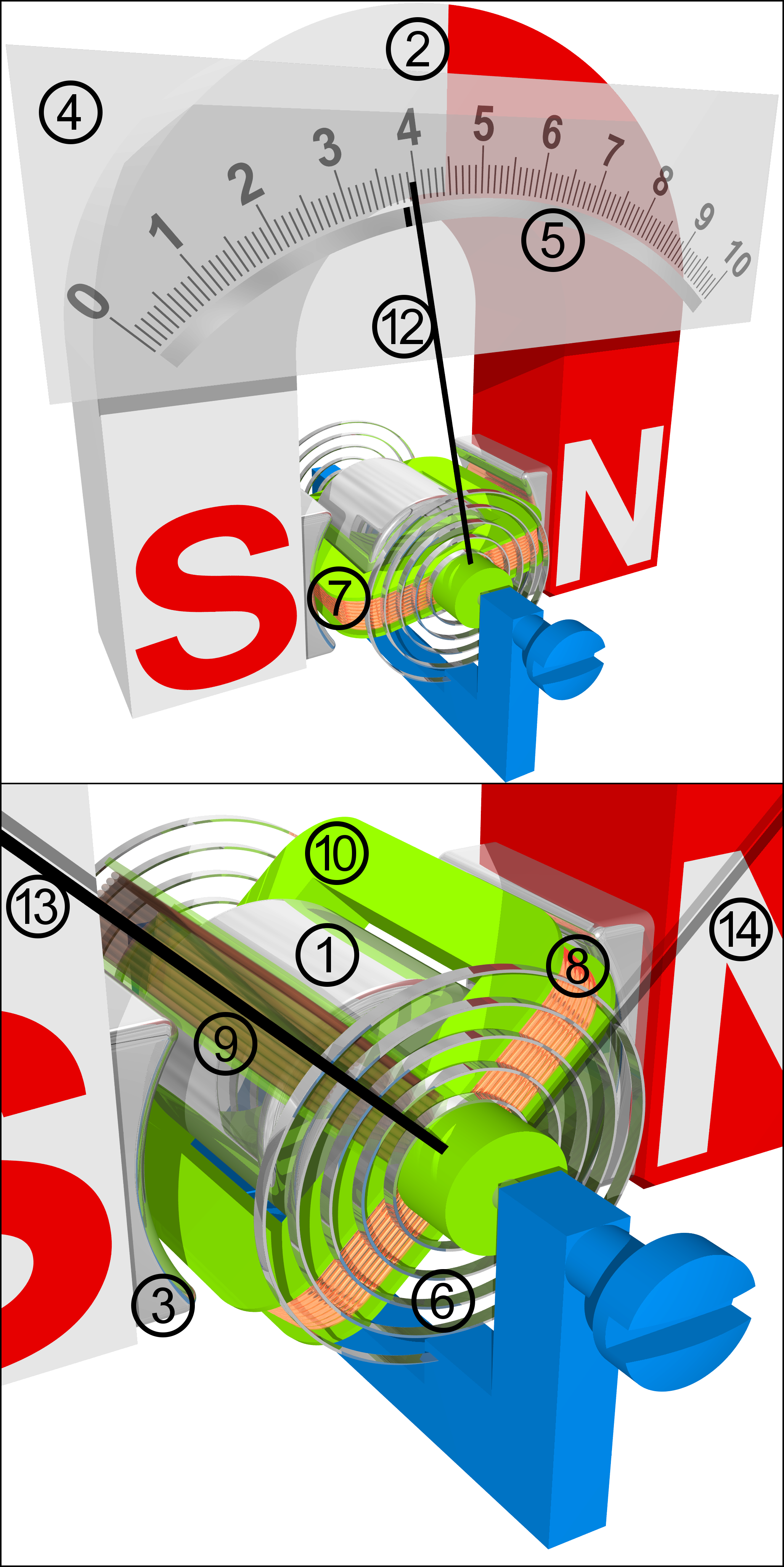
Principio de funcionamiento de un galvanómetro.

Existen muchos tipos de instrumentos diferentes siendo los más destacados los amperímetros, voltímetros, óhmetros, multímetros y osciloscopios.

### Galvanómetro
Los galvanómetros son aparatos que se emplean para indicar el paso de corriente eléctrica por un circuito y para la medida precisa de su intensidad. Suelen estar basados en los efectos magnéticos o térmicos causados por el paso de la corriente.
En un galvanómetro de imán móvil la aguja indicadora está asociada a un imán que se encuentra situado en el interior de una bobina por la que circula la corriente que tratamos de medir y que crea un campo magnético que, dependiendo del sentido de la misma, produce una atracción o repulsión del imán proporcional a la intensidad de dicha corriente.
En el caso de los galvanómetros térmicos, lo que se pone de manifiesto es el alargamiento producido al calentarse, por el Efecto Joule, al paso de la corriente, un hilo muy fino arrollado a un cilindro solidario con la aguja indicadora.

### Amperímetros

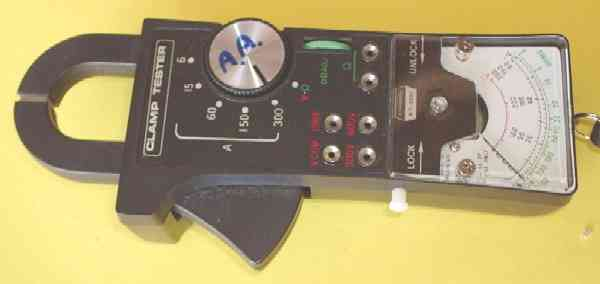
Amperímetro de pinza.

Un amperímetro es un instrumento que sirve para medir la intensidad de corriente que está circulando por un circuito eléctrico. En su diseño original los amperímetros están constituidos, en esencia, por un galvanómetro cuya escala ha sido graduada en amperios. En la actualidad, los amperímetros utilizan un conversor analógico/digital para la medida de la caída de tensión sobre un resistor por el que circula la corriente a medir. La lectura del conversor es leída por un microprocesador que realiza los cálculos para presentar en un display numérico el valor de la corriente circulante. 
Para efectuar la medida de la intensidad de la corriente circulante el amperímetro ha de colocarse en serie, para que sea atravesado por dicha corriente.
Se debe tener especial cuidado, al utilizar un Amperímetro analógico, cuando se realiza una medición de corriente. Por el borne donde indique la magnitud a medir (en este caso A o mA), deberá estar conectado en la parte del circuito donde "ingrese la corriente que se desea medir", y el borne COM deberá estar conectado en la parte restante del circuito que se interrumpió para realizar la medición de la corriente. En caso contrario a realizar la medición de esta forma, la aguja deflexionará en sentido opuesto al establecido por el instrumento, provocando la posible rotura de la aguja.
Esto lleva a que el amperímetro debe poseer una resistencia interna lo más pequeña posible, a fin de que no produzca una caída de tensión apreciable. Para ello, en el caso de instrumentos basados en los efectos electromagnéticos de la corriente eléctrica, están dotados de bobinas de hilo grueso y con pocas espiras.

### Voltímetros

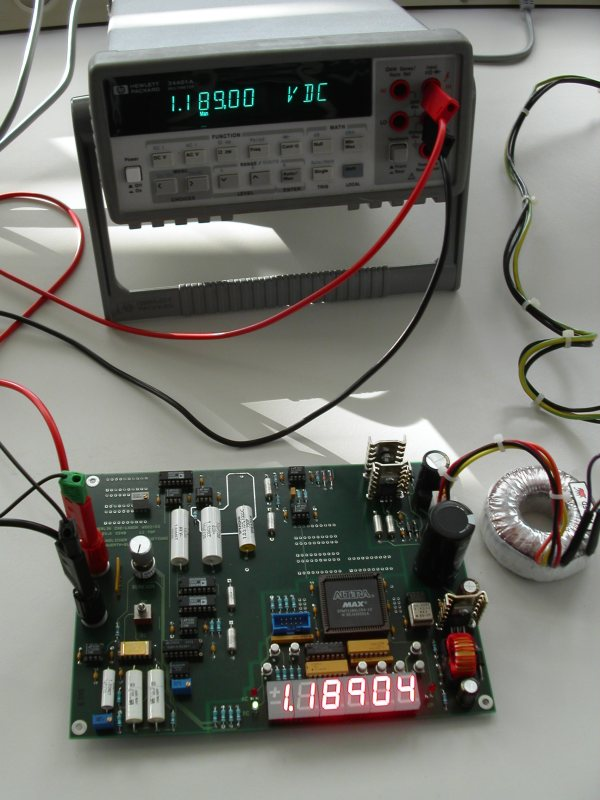
Dos voltímetros digitales.

Un voltímetro es un instrumento que sirve para medir la diferencia de potencial o voltaje entre dos puntos de un circuito eléctrico cerrado pero a la vez abierto en los polos. Los voltímetros se clasifican por su funcionamiento mecánico, siendo en todos los casos el mismo instrumento:
- Voltímetros electromecánicos: en esencia, están constituidos por un galvanómetro cuya escala ha sido graduada en voltios. Existen modelos que separan las corrientes continua y alterna de la señal, pudiendo medirlas independientemente.
- Voltímetros electrónicos: añaden un amplificador para proporcionar mayor impedancia de entrada y mayor sensibilidad.
- Voltímetros vectoriales: se utilizan con señales de microondas. Además del módulo de la tensión dan una indicación de su fase.
- Voltímetros digitales: dan una indicación numérica de la tensión, normalmente en una pantalla tipo LCD. Suelen tener prestaciones adicionales como memoria, detección de valor de pico, verdadero valor eficaz (RMS), selección automática de rango y otras funcionalidades.

Para efectuar la medida de la diferencia de potencial el voltímetro ha de colocarse en paralelo, esto es, en derivación sobre los puntos entre los que se trata de efectuar la medida. Para ello, en el caso de instrumentos basados en los efectos electromagnéticos de la corriente eléctrica, están dotados de bobinas de hilo muy fino y con muchas espiras, con lo que con poca intensidad de corriente a través del aparato se consigue la fuerza necesaria para el desplazamiento de la aguja indicadora.

### Óhmetro

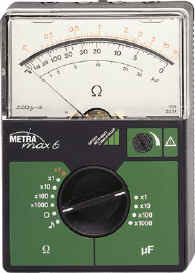
Óhmetro.

Un óhmetro u ohmímetro es un instrumento para medir la resistencia eléctrica. El diseño de un óhmetro se compone de una pequeña batería para aplicar un voltaje a la resistencia bajo medida, para luego mediante un galvanómetro medir la corriente que circula a través de la resistencia. La escala del galvanómetro está calibrada directamente en ohmios, ya que en aplicación de la ley de Ohm, al ser el voltaje de la batería fija, la intensidad circulante a través del galvanómetro solo va a depender del valor de la resistencia bajo medida, esto es, a menor resistencia mayor intensidad de corriente y viceversa.
Existen también otros tipos de óhmetros más exactos y sofisticados, en los que la batería ha sido sustituida por un circuito que genera una corriente de intensidad constante I, la cual se hace circular a través de la resistencia R bajo prueba. Un óhmetro de precisión tiene cuatro terminales, denominados contactos Kelvin. Dos terminales llevan la corriente constante desde el medidor a la resistencia, mientras que los otros dos permiten la medida del voltaje directamente entre terminales de la misma, con lo que la caída de tensión en los conductores que aplican dicha corriente constante a la resistencia bajo prueba no afecta a la exactitud de la medida.

### Polímetro

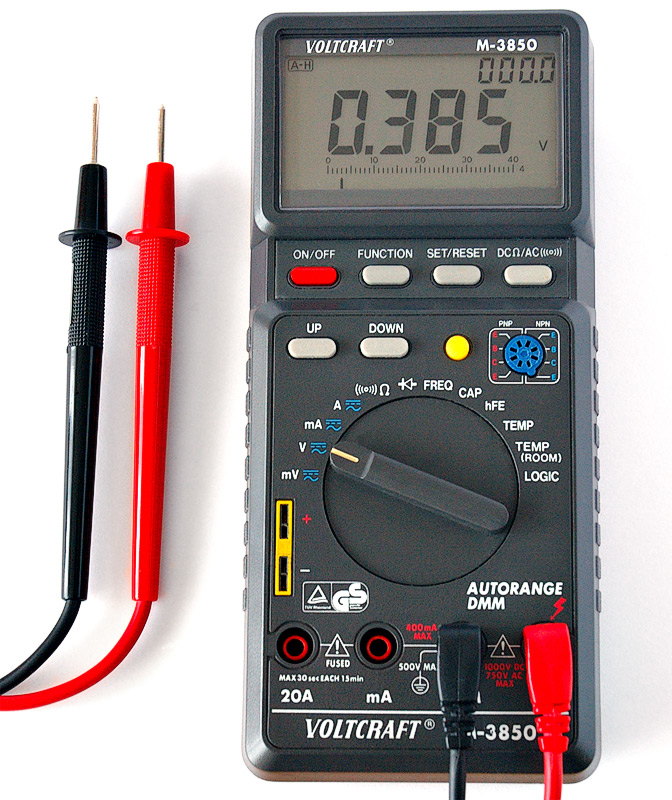
Multímetro digital donde pueden medirse varias magnitudes eléctricas.

Un multímetro, llamado también polímetro o tester, es un instrumento que ofrece la posibilidad de medir distintas magnitudes en el mismo aparato. Las más comunes son las de voltímetro, amperímetro y óhmetro. Es utilizado frecuentemente por el personal técnico en toda la gama de electrónica y electricidad. Existen distintos modelos que incorporan además de las tres funciones básicas antes citadas otras mediciones importantes, tales como medida de inductancias y capacitancias; comprobador de diodos y transistores; o escalas y zócalos para la medida de temperatura mediante termopares normalizados.
También hay multímetros con funciones avanzadas y mide corriente que permiten: generar y detectar la frecuencia intermedia de un aparato, así como un circuito amplificador con altavoz para ayudar en la sintonía de circuitos de estos aparatos; el seguimiento de la señal a través de todas las etapas del receptor bajo prueba; realizar la función de osciloscopio por encima del millón de muestras por segundo en velocidad de barrido, y muy alta resolución; sincronizarse con otros instrumentos de medida, incluso con otros multímetros, para hacer medidas de potencia puntual (potencia = voltaje * intensidad); utilizarse como aparato telefónico, para poder conectarse a una línea telefónica bajo prueba, mientras se efectúan medidas por la misma o por otra adyacente; realizar comprobaciones de circuitos de electrónica del automóvil y grabación de ráfagas de alto o bajo voltaje.
Este instrumento de medida por su precio y su exactitud sigue siendo el preferido del aficionado o profesional en electricidad y electrónica. Hay dos tipos de multímetros: analógicos y digitales.

### Osciloscopio

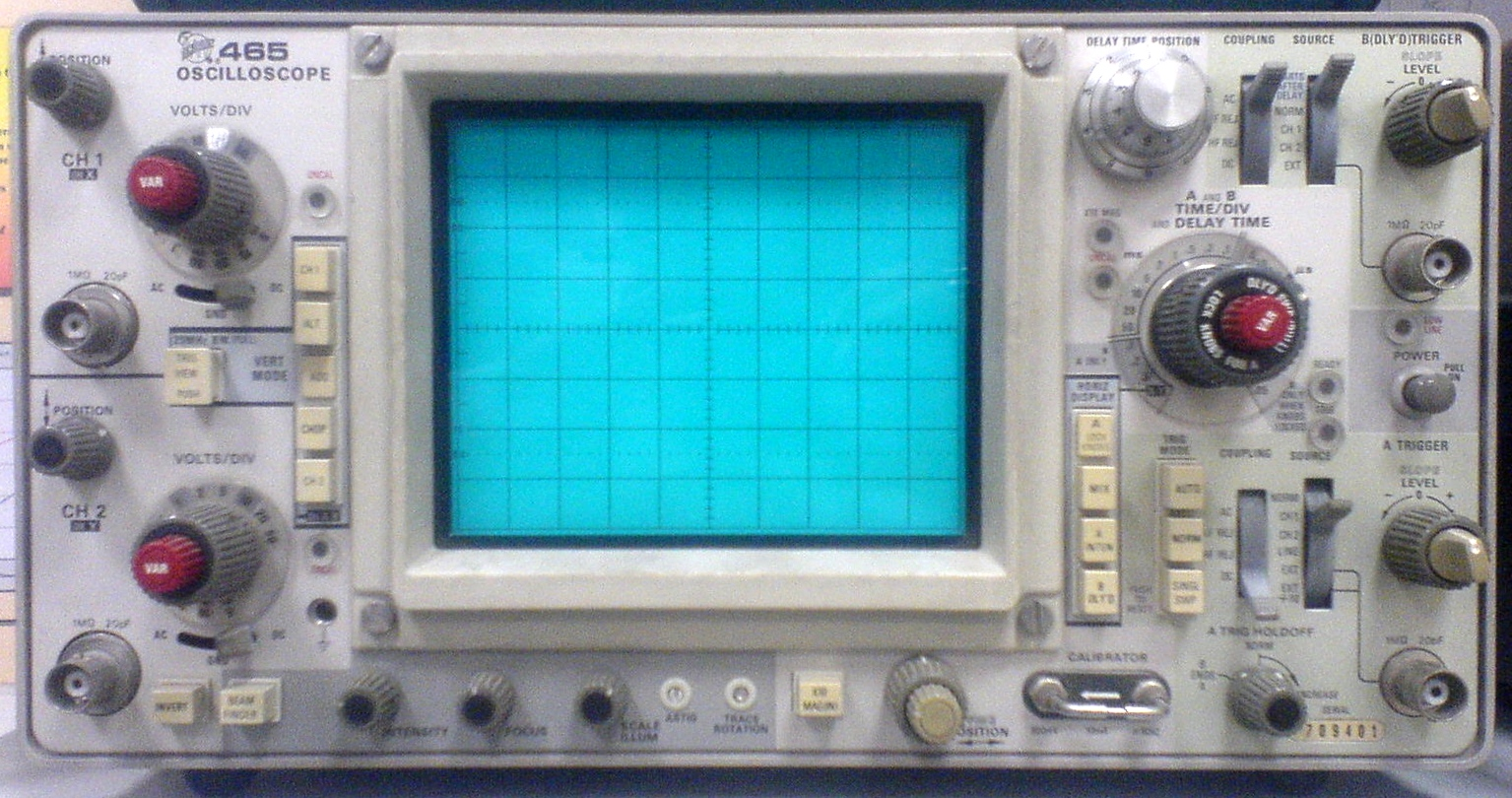
Osciloscopio Tektronik.

Se denomina osciloscopio a un instrumento de medición electrónico para la representación gráfica de señales eléctricas que pueden variar en el tiempo, que permite visualizar fenómenos transitorios así como formas de ondas en circuitos eléctricos y electrónicos y mediante su análisis se puede diagnosticar con facilidad cuáles son los problemas del funcionamiento de un determinado circuito. Es uno de los instrumentos de medida y verificación eléctrica más versátiles que existen y se utiliza en una gran cantidad de aplicaciones técnicas. Un osciloscopio puede medir un gran número de fenómenos, si va provisto del transductor adecuado.
El osciloscopio presenta los valores de las señales eléctricas en forma de puntos clave en una pantalla, en la que normalmente el eje X (horizontal) representa tiempos y el eje Y (vertical) representa tensiones. La imagen así obtenida se denomina oscilograma. Suelen incluir otra entrada, llamada "eje Z" que controla la luminosidad del haz, permitiendo resaltar o apagar algunos segmentos de la traza. El funcionamiento del osciloscopio está basado en la posibilidad de desviar un haz de electrones por medio de la creación de campos eléctricos y magnéticos. Las dimensiones de la pantalla del TRC están actualmente normalizadas en la mayoría de instrumentos, a 10 cm en el eje horizontal (X) por 8 cm en el eje vertical (Y).
El osciloscopio se fabrica bajo muchas formas distintas, no solo en cuanto al aspecto puramente físico sino en cuanto a sus características internas y por tanto a sus prestaciones y posibilidades de aplicación de las mismas. Existen dos tipos de osciloscopios: analógicos y digitales. Los analógicos trabajan con variables continuas mientras que los digitales lo hacen con variables discretas. Ambos tipos tienen sus ventajas e inconvenientes. Los analógicos son preferibles cuando es prioritario visualizar variaciones rápidas de la señal de entrada en tiempo real. Los osciloscopios digitales se utilizan cuando se desea visualizar y estudiar eventos no repetitivos, como tensión que se produce aleatoriamente.

### Analizador de espectro

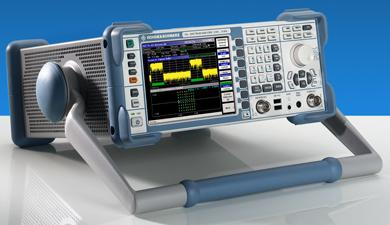
Analizador de espectro.

Un analizador de espectro es un equipo de medición electrónica que permite visualizar en una pantalla los componentes espectrales de las señales presentes en la entrada, pudiendo provenir estas de cualquier tipo de ondas eléctricas, mecánicas, acústicas, ópticas o electromagnéticas, pero que deben ser convertidas a eléctricas con el transductor respectivo. Las electromagnéticas por ejemplo, se captan con una antena que se conectará en uno de los conectores de entrada de 50 ohmios, generalmente BNC,
En el eje de ordenadas suele presentarse en una escala logarítmica el nivel en dB del contenido espectral de la señal. En el eje de abscisas se representa la frecuencia, en una escala que es función de la separación temporal y el número de muestras capturadas. Se denomina frecuencia central del analizador a la que corresponde con la frecuencia en el punto medio de la pantalla. A menudo se mide con ellos el espectro de la potencia eléctrica.
En la actualidad está siendo reemplazado por el analizador vectorial de señales.

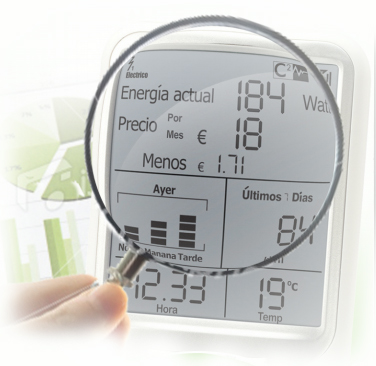

### Monitores de energía
Son medidores, en tiempo real, de distintos parámetros eléctricos. Permiten tener la lectura instantánea de magnitudes como intensidad de corriente por fase, tensiones de fase y tensiones de línea, distintos valores de potencias eléctricas, factor de potencia, frecuencia, etc.
Son instrumentos para mediciones eléctricas integrales que ayudan a controlar el consumo de electricidad de cada aparato. Diseñado para que puedan conocerse fácilmente parámetros eléctricos, facilitando la detección de fallas y optimizando el consumo eléctrico.

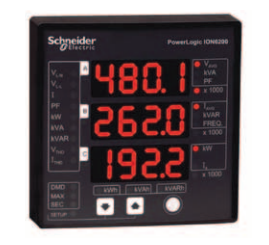

Poseen interfaz a PC para revelamientos de datos por software específico. Algunos de los modelos pueden adaptarse a sistemas remotos como SCADA.